# Rhopalomyia anthophila
Rhopalomyia anthophila är en tvåvingeart som först beskrevs av Osten Sacken 1869.  Rhopalomyia anthophila ingår i släktet Rhopalomyia och familjen gallmyggor. Inga underarter finns listade i Catalogue of Life.